# Caricea brevitarsis
Caricea brevitarsis är en tvåvingeart som först beskrevs av Malloch 1935.  Caricea brevitarsis ingår i släktet Caricea och familjen husflugor. Inga underarter finns listade i Catalogue of Life.